# 往還寺 (高山市)
往還寺（おうかんじ）は岐阜県高山市一之宮町にある阿弥陀如来を本尊とする真宗大谷派の寺院で、山号は一位山。

## 歴史
文明5年（1473年）に元武士の西方坊善正が吉崎御坊にいた蓮如の下で帰依して僧となり開いた。その後永正年間に坊舎を建立している。江戸時代に入り、7世の宗貞が宣如から寺号を付与され、さらに延宝5年（1677年）に本尊安置の許可を受けている。明和8年（1771年）から起きた大原騒動では刑死した無数河村長次郎と宮村又四郎の墓が建てられた。また、同騒動の結果、水無神社で行われた神仏分離により仁王門が同神社から移築された。文化11年（1814年）に二条家の位牌所となる。13世善逝の代の天保14年（1843年）に内陣、次いで弘化3年（1846年）に院家となった。
県指定の文化財に指定されている木造阿弥陀如来坐像を所蔵するほか、寛文10年（1669年）建立の山門と享保5年（1719年）の本堂が高山市の文化財、又四郎、長次郎の墓が同史跡に指定されている。その他に享禄2年（1529年）以降の過去帳が現在も残る。境内には市指定の天然記念物としてしだれ桜、イチイ、ヒノキ、銀杏ならびにボダイジュがある。